# Championnat de Birmanie féminin de football
Le championnat de Birmanie féminin de football est une compétition féminine de football opposant les meilleures équipes de Birmanie.

## Palmarès
| Édition   | Vainqueur  | Dauphin           |
| --------- | ---------- | ----------------- |
| 2016-2017 | Myawady FC | Thitsar Arman FC  |
| 2017-2018 | Myawady FC | Thitsar Arman FC  |
| 2018-2019 | ISPE FC    | Myawady FC        |
| 2022      | ISPE FC    | Thitsar Arman FC  |
| 2023      | Myawady FC | ISPE FC           |
| 2024      | ISPE FC    | Yangon United WFC |